# Ummanz
Isla de Ummanz (en alemán: Insel Ummanz) es una pequeña isla situada frente a la costa del estado de Mecklemburgo-Pomerania Occidental en el norte de Alemania.
Su superficie es de 20 km².  Junto con las islas de Rügen y Hiddensee se encuentra bajo la administración del distrito de Rügen. 
Es una parte del parque nacional Vorpommersche Boddenlandschaft.